# Austrorhynchus karlingi
Austrorhynchus karlingi är en plattmaskart som beskrevs av Brunet 1965. Austrorhynchus karlingi ingår i släktet Austrorhynchus och familjen Polycystididae. Inga underarter finns listade i Catalogue of Life.